# 骆驼蓬属
骆驼蓬属（学名：Peganum）是白刺科下的一个属，为多年生草本或亚灌木植物。该属共有6种，分布于东半球温带地区。